# Jack Laird
Jack Laird est un producteur et scénariste américain né le 8 mai 1923 en Californie (États-Unis), décédé le 3 décembre 1991 à Los Angeles (Californie).

## Filmographie

### comme producteur
- 1961 : Ben Casey (série TV)
- 1964 : See How They Run (en) (téléfilm)
- 1965 : La Créature des ténèbres (Dark Intruder)
- 1967 : Code Name: Heraclitus (TV)
- 1967 : How I Spent My Summer Vacation (TV)
- 1967 : Ready and Willing (TV)
- 1968 : Ombre sur Elveron (Shadow Over Elveron) (TV)
- 1969 : Trial Run (TV)
- 1969 : Destiny of a Spy (TV)
- 1970 : The Movie Murderer (TV)
- 1970 : L'Obsession infernale (Hauser's Memory) (TV)
- 1973 : Amanda Fallon (TV)
- 1973 : The Return of Charlie Chan (TV)
- 1975 : One of Our Own (TV)
- 1975 : Switch ("Switch") (série TV)
- 1975 : Doctors' Hospital (série TV)
- 1976 : Perilous Voyage (TV)
- 1977 : Testimony of Two Men (feuilleton TV)
- 1978 : The Dark Secret of Harvest Home (feuilleton TV)
- 1979 : Beggarman, Thief (TV)
- 1981 : Chronique des années 30 (en) ("The Gangster Chronicles") (feuilleton TV)
- 1981 : Hellinger mène l'enquête (Hellinger's Law) (TV)

### comme scénariste
- 1973 : Amanda Fallon (TV)
- 1964 : The Hanged Man (TV)
- 1975 : One of Our Own (TV)
- 1981 : Hellinger mène l'enquête (Hellinger's Law) (TV)
- 1990 : Kojak: None So Blind (TV)